# Sang Hu
Sang Hu (xinès simplificat: 桑弧) (Xangai 1916 - 2004) guionista i director de cinema xinès.

## Biografia
Sang Hu, també conegut com Li Peilin va néixer el 22 de desembre de 1916 a Xangai (Xina). El 1930, havent perdut el pare i la mare, obligat a treballar, va ingressar com a aprenent a la Borsa de Xangai. Tres anys més tard, es va inscriure a la Universitat de Hujiang (沪江大学), per fer cursos de periodisme, mentre treballava en un banc.

### Guionista
El 1935 va conèixer dos artistes que influirien decisivament en la seva carrera: l’actor d’òpera de Pequín de Xangai Zhou Xinfang (周信芳) i el director de cinema Zhu Shilin (朱石麟). Va ser amb el seu suport que va començar a escriure guions. El primer és precisament per a una pel·lícula de Zhu Shilin, estrenada el 1941: "L'esperit i la carn" (灵与肉), guió que va escriure signat amb el nom de Sang Chu. Després van seguir el 1942: "La nit de les noces" (洞房 花烛 夜), rodada per Yang Gongliang (杨 工 良) i "Gent al capvespre" (人约黄昏 后) de Zhu Shilin.
El 1947 va escriure guions pel director Zuolin Huang, 假鳳虛凰 (Fake Phoenix) i 假凤虚凰 (Phony Phoenixes), el 1955 va escriure el guió de 天仙配 (Fairy Couple) pel·lícula musical del director Hui Shi, i el 1956 va escriure el guió de Song shi jie dirigida per Qiong Liu.
Sang Hu va continuar la seva tasca com a guionista durant la Segona guerra sino-japonesa. Després de la derrota del Japó, el 1946 es va unir als estudis Wenhua Film Company com a guionista i director, que acabava de crear a Xangai, Wu Xingzai (吴 性栽), un home de negocis que ja tenia accions als estudis Lianhua Yingye Gongsi als anys trenta, on Sang ja hi havia treballat.
El 1982 va escriure el guió de la pel·lícula d'animació 鹿铃 (The Deer's Bell) dirigida per Cheng Tang.

### Director
En la seva primera etapa a Wenhua, l'activitat com a director de Sang Hu va estar molt relacionada amb l'escriptora Zhang Ailing (Eilleen Chang), molt popular a Xangai i que va col·laborar amb Song com a guionista de diverses pel·lícules. La primera de les col·laboracions va ser 太 太 万岁 (Long Live the Missus) considerada una comèdia screwball.
El 1949, va entrar als estudis Shanghai Film Studio. Aquest any va rodar una pel·lícula considerada com una de les obres mestres d’aquesta segona època daurada del cinema xinès (1946-1949) i que va ser alhora una transició en la seva obra: “Sorrows and Joys of the Middle Age" (哀哀 中年).
Els seus temes preferits, centrats en drames familiars i els problemes sentimentals d’individus anònims, van passar de moda. En aquell moment els directors havien d'ajudar a construir el socialisme i el 1952 Wenhua va quedar sota control estatal. Malgrat la nova situació, Song va estar al capdavant del progrés tècnic i estilístic i va realitzar, en pocs anys, tres pel·lícules que s’han anomenat “les tres primeres” (三个 “第一”): el 1954 la primera pel·lícula de New China Color Opera (新 中国第一 部 彩色 电影 —— 戏曲 片), el 1956 la primera pel·lícula de ficció en color (第一 部 彩色 故事片),i el 1962, la primera pel·lícula de ficció amb so estèreo (第一 部 宽 银幕 立体声 故事片).
Durant la Revolució Cultural (1966 - 1976), Song va poder seguir amb la seva activitat i va dirigir pel·lícules com The White-Haired Girl (白毛女) i es considera que va ser el realitzador favorit de Mao Zedong.
El 1983 la seva pel·lícula Zhu Fu va ser programada a la secció La Puerta de Oriente 2 del Festival Internacional de Cinema de San Sebastià 1983.
Va morir a Xangai l'1 de setembre de 2004.

## Filmografia destacada
| Any  | Títol anglès                           | Títol xinès      | Notes                               |
| ---- | -------------------------------------- | ---------------- | ----------------------------------- |
| 1947 | Long Live the Wife                     | 太 太 万岁       | Guió d'Eileen Chang                 |
| 1947 | Love Everlasting (Love Without End)    | 不了情           | Guió d'Eileen Chang                 |
| 1947 | Phony Phoenixes                        | 假凤虚凰         |                                     |
| 1949 | The Sorrows and Joys of the Middle Age | 哀乐中年         | Guió d'Eileen Chang                 |
| 1951 | A Family                               | 有一家人家       |                                     |
| 1954 | Liang Shanbo and Zhu Yingtai           | 梁山伯祝英台)    | Cine d'òpera de Pequín              |
| 1956 | The New Year Sacrifice                 | 祝福             | Adaptació d'un relat de Lu Xun      |
| 1958 | A little story in the big storm        | 大风浪里的小故事 | Co-dirigida amb Xie Jin             |
| 1958 | Heroes Rush Pike                       | 英雄赶派克       |                                     |
| 1959 | Spring Reigns Everywhere               | 春满人间         |                                     |
| 1962 | Strange Adventure of a Magician        | 魔術師的奇遇     |                                     |
| 1972 | The White-Haired Girl                  | 白毛女           |                                     |
| 1974 | Song of acupuncture treatment          | 无影灯下颂银针   |                                     |
| 1981 | Midnight                               | 子夜             | Adaptació d'una novel·la de Mao Dun |
| 1983 | The Waves and Fine Sand                |                  |                                     |
| 1984 | Romance in Philately                   | 邮缘             |                                     |
| 1990 | Cao Cao & Yang Xiu                     | 曹操与杨修       |                                     |